# Georgi Nikolajewitsch Frederiks
Georgi Nikolajewitsch Frederiks (russisch Георгий Николаевич Фредерикс; * 3. Apriljul. / 15. April 1889greg. in Tjoply Stan, Gouvernement Simbirsk; † 18. Februar 1938 in Leningrad) war ein russischer Geologe, Paläontologe und Hochschullehrer.

## Leben
Frederiks, Sohn des Barons Nikolai Platonowitsch Frederiks, besuchte die Kasaner Realschule (Abschluss 1907) und studierte Geologie an der Universität Kasan in der naturkundlichen Abteilung der physikalisch-mathematischen Fakultät mit Abschluss 1911. Schon als Student begeisterte er sich für Paläontologie, wobei er von Pjotr Iwanowitsch Krotow gefördert wurde. 1913 wurde Frederiks Mitarbeiter des Geolkom (Geologisches Komitee des Allrussischen Geologischen Instituts). 1917 wurde er zum Magister der Geologie und Mineralogie promoviert.
1920 wurde Frederiks Professor der Geologie an der Universität Perm. Dazu wurde er zum kommissarischen Dekan und Vorsitzenden des Präsidiums der neuen technischen Fakultät der Universität Perm gewählt. Er hielt Vorlesungen über Geologiegeschichte und allgemeine Bodenkunde. Er führte paläontologische, stratigraphische und tektonische Untersuchungen durch. Er arbeitete an einer geologischen Karte der RSFSR. 1921 wurde er auf eigenen Wunsch von der Universität Perm entlassen.
1930 wurde Frederiks Seniorgeologe des neuen Allrussischen Forschungsinstituts für geologische Prospektion (WNIGRI). 1931 wechselte er ins Leningrader Bergbau-Institut.
Frederiks schlug einige Unterteilungen des Perms vor. Als Erster entwickelte er die Vorstellung von einer Überschiebung der Ural-Berge. Er führte paläontologische Untersuchungen im Perm und Karbon durch. Er schlug ein neues Klassifizierungssystem für die Fauna der Armfüßer im Ural, auf Nowaja Semlja, in Sibirien, in Fernost, im Donbass und in Zentralasien vor. Auch untersuchte er Moostierchen und Ammoniten des oberen Paläozoikums. Seine bedeutendsten Arbeiten waren die geologischen Untersuchungen und geodätischen Aufmessungen im Wjatka-Becken (1917–1921), später im Becken der Tschussowaja und ihrer Nebenflüsse und im Südural.
Am 28. Februar 1935 wurde Frederiks verhaftet und am 4. März durch ein Sondergericht beim NKWD als sozial gefährliches Element zu 3 Jahren Freiheitsentzug verurteilt. Er kam ins Uchta-Petschora-Arbeitslager des Gulag, wo er im geologischen Museum arbeitete. Dort wurde er am 30. April 1937 erneut verhaftet und am 14. Mai nach Leningrad überführt. Am 18. Februar 1938 verurteilte ihn das Militärkollegium des Obersten Gerichts der UdSSR zur Höchststrafe, und am gleichen Tage wurde er erschossen zusammen mit Nikolai Wassiljewitsch Bobkow, Dmitri Iwanowitsch Muschketow und Wsewolod Jurjewitsch Tscherkessow. Frederiks wurde in Leningrad begraben. Am 30. November 1956 wurde er durch das Oberste Gericht der UdSSR rehabilitiert.
Die Perm-Muscheln Aviculopecten frederixi und die Armfüßer Productus (Pustula) fredericksianus tragen Frederiks Namen.